# Huocheng
| Uigurische Bezeichnung          | Uigurische Bezeichnung |
| ------------------------------- | ---------------------- |
| Arabisch-Persisch (Kona Yeziⱪ): | قورغاس ناھىيىسى        |
| Lateinisch (Yengi Yeziⱪ):       | Ⱪorƣas naⱨiyisi        |
| Kyrillisch (Sowjetunion):       | Қорғас наһийиси        |
| offizielle Schreibweise (VRCh): | Huocheng               |
| Chinesische Bezeichnung         |                        |
| Kurzzeichen:                    | 霍城县                 |
| Umschrift in Pinyin:            | Huòchéng Xiàn          |

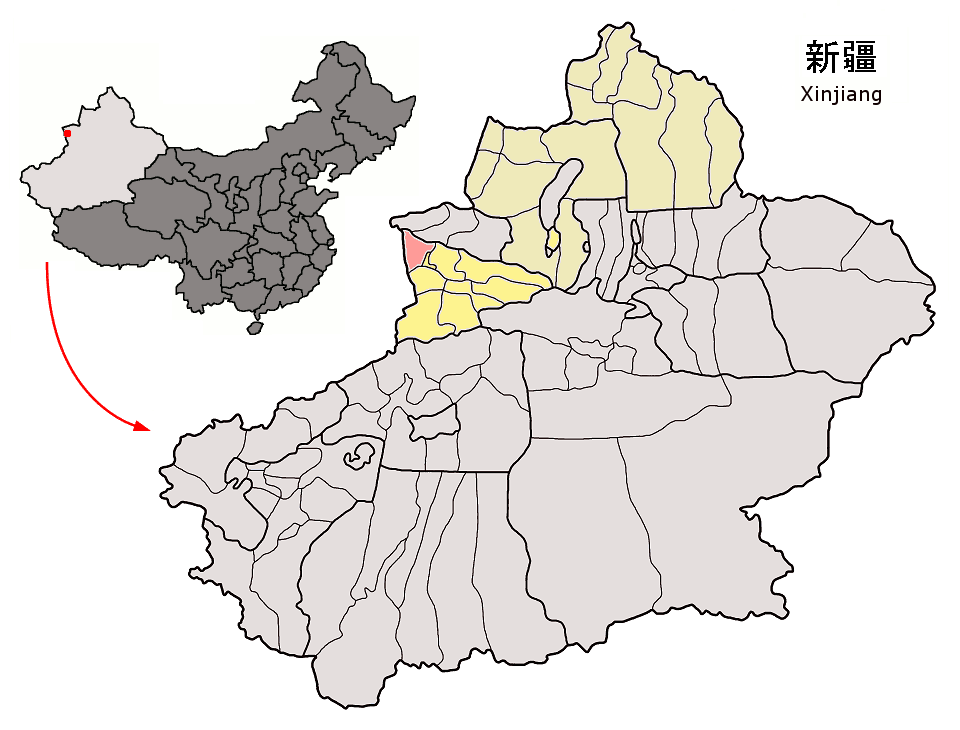
Lage des Kreises Huocheng (rosa) im Kasachischen Autonomen Bezirk Ili

Huocheng (kasachisch قورعاس اۋدانى Qorğas Awdanı) ist ein Kreis des Kasachischen Autonomen Bezirks Ili im Nordwesten des Uigurischen Autonomen Gebietes Xinjiang in der Volksrepublik China. Die Fläche beträgt 4.500 Quadratkilometer und die Einwohnerzahl 236.878 (Stand: Zensus 2010).
Sein Hauptort ist die Großgemeinde Shuiding (水定镇).
1999 zählte Huocheng 337.517 Einwohner. Am 26. Juni 2014 wurde ein Teil der Fläche des Kreises ausgegliedert und darauf die kreisfreie Stadt Korgas gegründet.